# Szent arkangyalok fatemplom (Kisalmás)
A kisalmási Szent arkangyalok fatemplom műemlékké nyilvánított épület Romániában, Hunyad megyében. A romániai műemlékek jegyzékében a  HD-II-m-A-03238 sorszámon szerepel.